# Paul Porcasi

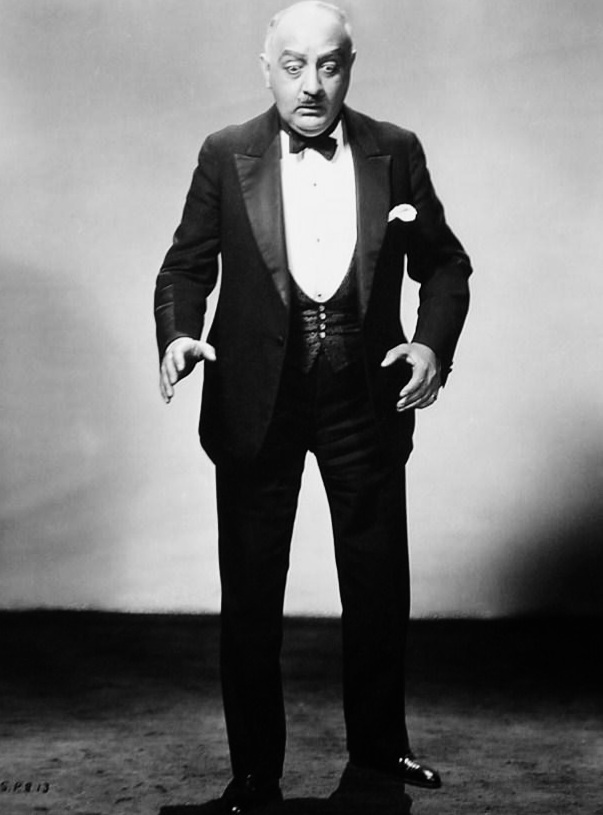
Paul Porcasi in Broadway (1929)

Paul Porcasi (* 1. Januar 1879 in Palermo, Sizilien; † 8. August 1946 in Hollywood, Kalifornien) war ein italienisch-US-amerikanischer Schauspieler.

## Leben und Karriere
Paul Porcasi trat zeitweise als Opernsänger in seiner italienischen Heimat auf. Nach seiner Auswanderung in die Vereinigten Staaten hatte er zwischen 1916 und 1928 immer wieder Schauspielauftritte am New Yorker Broadway. Sein Filmdebüt absolvierte er 1917 in dem Stummfilm The Fall of the Romanoffs, einer Dramatisierung der damals tagesaktuellen Russische Revolutionen von 1917. Er drehte anschließend noch ein paar weitere Stummfilme, beispielsweise Cobra (1925) mit Rudolph Valentino, insgesamt konzentrierte er sich in erster Linie aber auf seine Theaterarbeit. Zwischen September 1926 und Februar 1928 trat er in der Rolle des Nachtclubbesitzers „Nick the Greek“ in dem Erfolgsstück Broadway von George Abbott und Philip Dunning am Broadway auf. Er trat auch in der gleichnamigen Verfilmung des Stückes von 1929 unter Regie von Paul Fejos auf.
Mit Anbeginn des Tonfilms, als spracherfahrene Theaterschauspieler in Hollywood gesucht wurden, siedelte Porcasi nach Hollywood über. Insgesamt sollte er bis zu seinem Karriereende 1945 in rund 150 Kinofilmen auftreten. Der rundliche, glatzköpfige Bartträger spielte vor allem Ethnorollen als Grieche, Spanier, Franzose oder Italiener; in vielen Fällen waren seine Figuren Nachtclubbesitzer, Köche, Restaurantbetreiber oder Impresarios – nicht selten mit Zigarre in der Hand. In Josef von Sternbergs Filmklassiker Marokko (1930) spielte er den Arbeitgeber von Marlene Dietrichs Hauptfigur, der ihr empfiehlt, sich doch unbedingt einen reichen Mann zu suchen. Viele seiner Figuren agierten hitzköpfig und tolerierten keinen Blödsinn von Untergebenen, vielleicht aber auch deshalb wurde er häufig neben Komikern wie Laurel und Hardy oder Eddie Cantor eingesetzt. In einigen Filmen bekam Porcasi größere Nebenrollen, aber nicht selten fielen sie klein aus blieben sie im Abspann ungenannt – wie etwa in King Kong und die weiße Frau (1933, als erregter Apfelverkäufer) und Casablanca (1942, als ein Marokkaner).
Ein Jahr nach seinem letzten Filmauftritt starb Porcasi 1946 mit 67 Jahren in Hollywood. Er wurde auf dem Holy Cross Cemetery in Culver City beigesetzt.

## Filmografie (Auswahl)
- 1917: The Fall of the Romanoffs
- 1920: Weit im Osten (Way Down East)
- 1925: Cobra
- 1927: Von Braut zu Braut (Wedding Bills)
- 1929: Broadway
- 1930: Marokko (Morocco)
- 1930: Das Strafgesetzbuch (The Criminal Code)
- 1930: Orkan (Derelict)
- 1931: Gentleman’s Fate
- 1931: Svengali
- 1931: Leichtes Geld (Smart Money)
- 1932: Wer andern keine Liebe gönnt (The Passionate Plumber)
- 1932: The Death Kiss
- 1932: Der falsche Torero (The Kid from Spain)
- 1932: Die Frau im U-Boot (Devil and the Deep)
- 1932: In einem anderen Land (A Farewell to Arms)
- 1932: The Man Who Played God
- 1932: Cynara
- 1933: Parade im Rampenlicht (Footlight Parade)
- 1933: Die Hölle aus Stahl (Hell Below)
- 1933: Rendez-vous in Wien (Reunion in Vienna)
- 1933: King Kong und die weiße Frau (King Kong)
- 1933: Die Legion des Todes (The Devil’s in Love)
- 1933: Roman Scandals
- 1933: Carioca (Flying Down to Rio)
- 1933: Bei Kerzenlicht (By Candlelight)
- 1933: The Secret of Madame Blanche
- 1934: British Agent
- 1934: La Cucaracha (Kurzfilm)
- 1934: In goldenen Ketten (Chained)
- 1934: Scheidung auf amerikanisch (The Gay Divorcee)
- 1934: Die nackte Wahrheit (Riptide)
- 1934: Tarzans Vergeltung (Tarzan and His Mate)
- 1934: Imitation of Life
- 1934: Madame befiehlt! (Enter Madame)
- 1935: I Dream Too Much
- 1935: Charlie Chan in Ägypten (Charlie Chan in Egypt)
- 1935: La Fiesta de Santa Barbara (Kurzfilm)
- 1936: Rose-Marie
- 1936: Mr. Deeds geht in die Stadt (Mr. Deeds Goes to Town)
- 1937: Café Metropol
- 1937: Maienzeit (Maytime)
- 1937: Im siebenten Himmel (Seventh Heaven)
- 1937: Finale in St. Petersburg (The Emperor’s Candlesticks)
- 1937: Die Braut trug Rot (The Bride Wore Red)
- 1938: Schule des Verbrechens (Crime School)
- 1938: Bulldog Drummond – Abenteuer in Afrika (Bulldog Drummond in Africa)
- 1938: Topper geht auf Reisen (Topper Takes a Trip)
- 1939: Lady of the Tropics
- 1939: Juarez
- 1940: Orchid, der Gangsterbruder (Brother Orchid)
- 1940: Tropische Zone (Torrid Zone)
- 1940: Dr. Kildare: Auf Messers Schneide (Dr. Kildare’s Strange Case)
- 1941: Der Weg nach Sansibar (Road to Zanzibar)
- 1941: Die ewige Eva (It Started with Eve)
- 1942: Casablanca
- 1942: Star Spangled Rhythm
- 1943: Spion im Orientexpress (Background to Danger)
- 1943: Hi Diddle Diddle
- 1944: Die Leibköche seiner Majestät (Nothing But Trouble)
- 1944: Heil dem siegreichen Helden (Hail the Conquering Hero)
- 1944: An American Romance
- 1945: I’ll Remember April